# Antonín Gottwald (archeolog)
Antonín Gottwald (16. ledna 1869, Prostějov – 9. srpna 1941, tamtéž) byl český učitel, sběratel a amatérský archeolog.

## Základní životopisná data
- 1887 – maturita na prostějovské vyšší reálce
- 1889-1890 – studium na učitelském ústavu v Brně
- poté učil rok v Mostkovicích
- 1891–1925 – řídící učitel na chlapecké obecné škole v Prostějově

## Archeologická činnost
Antonín Gottwald byl zaníceným sběratelem – sbíral motýly a brouky, zabýval se národopisem a historií, nejvíce ho však zaujala archeologie, které se intenzívně věnoval do konce života. K archeologii ho přivedly tehdejší významné osobnosti moravské archeologie – Jindřich Wankel, Inocenc Ladislav Červinka, Jaroslav Palliardi aj.
Archeologii se věnoval už od do svých studií. Od počátečního sběratelství přešel k systematickému archeologickému průzkumu Prostějovska; vedle četných povrchových sběrů, díky kterým objevil množství archeologických lokalit z různých období pravěku, se věnoval i archeologickému výzkumu; provedl řadu výzkumů i záchranných akcí a zachránil tak množství památek především na střední Moravě – Prostějovsku, Olomoucku a Přerovsku, postupně se pouštěl i do rozsáhlejších výzkumů. Jeho nejintenzivnější činnost spadá do 20. a 30. let minulého století. Vedle výzkumu eneolitických mohyl u Slatinek, Ohrozimi (s K. Dobešem) a na Kosíři jsou to pohřebiště lidu lužických a slezských popelnicových polí v Čelechovicích, Domamyslicích, Hrubčicích, Kostelci na Hané, Ptení, Seloutkách, Slatinkách a v Určicích. Prokopal i velkou část germánského žárového pohřebiště u Kostelce na Hané; při zemních pracích na stavbě cukrovaru v Bedihošti zachránil množství objektů a materiálu z různých období pravěku; významné je zmapování rozšíření laténských sídlišť na střední Moravě i nálezy z keltského oppida Staré Hradisko; zachránil (za značného osobního nasazení a finančních nákladů) i řadu bronzových depotů (Dubany, Kelčice, Křenůvky, Žárovice aj.). Množství prozkoumaných lokalit i získaných nálezů je však mnohem větší – počet jím získaných předmětů je cca 24 000. Jeho (na tehdejší podmínky vzorné) nálezové zprávy jsou i dnes stále použitelné a využívané odborníky domácími i zahraničními.
Archeologickému průzkumu a záchraně archeologických památek, jejich konzervování, evidence i průběžnému publikování věnoval nejen energii a čas, ale obětoval mu i zdraví a velkou část majetku (k financování výzkumů mu sloužily mimo jiné i prostředky získané prodejem rodičovského domu a sbírek).

## Muzejní činnost
Byl spoluzakladatelem a prvním jednatelem prostějovského Přírodovědného klubu, členem Vlasteneckého spolku musejního v Prostějově, členem prvního výboru Moravského archeologického klubu (1906) a především členem a kurátorem Národopisného a průmyslového musea města Prostějova.
Veškeré získané nálezy Gottwald konzervoval a pečlivě ukládal a v neposlední řadě průběžně publikoval. Výsledky jeho archeologického působení jsou uloženy především v muzeích v Prostějově a v Olomouci, dále v Moravském zemském muzeu v Brně a v Národním muzeu v Praze.
V prostějovském muzeu věnoval velkou péči uspořádání archeologických sbírek. Již v roce 1909 zde upravil muzeem zakoupenou sbírku H. Hostínka, v roce 1917 vybudoval archeologické oddělení v jedné místnosti a v roce 1925, kdy byl uvolněn ze školy, uspořádal novou instalaci archeologických sbírek do tří místností. Jeho vztahy s muzeem se však přesto zhoršovaly; stěžoval si, že mu není umožněn vstup do sbírek, měl výhrady k uložení, evidenci a vystavování nálezů. Výsledkem neshod bylo rozdělení jeho sbírky (včetně materiálu z některých významných lokalit – např. z Kostelce na Hané) mezi muzeum v Prostějově a Olomouci.
Zemřel roku 1941 a byl pohřben na Městském hřbitově v Prostějově.

## Výběr z publikací
- Pravěká sídliště a pohřebiště na Prostějovsku, Prostějov 1924
- Osídlení Prostějovska v dobách předhistorických, 1925
- Můj archeologický výzkum, Prostějov 1931
- řada menších statí a článků publikovaných především v Ročence Národopisného a průmyslového musea města Prostějova a Hané, v Časopise vlastivědného spolku musejního v Olomouci, v Časopise Moravského musea a v Pravěku.